# Ruisseau de Nadesse
Le ruisseau de Nadesse, est un ruisseau français qui coule en région Occitanie, dans les départements de Tarn-et-Garonne et de la Haute-Garonne. C'est un affluent direct de la Garonne en rive gauche.

## Géographie
De 23,9 km de longueur, il prend sa source sur la commune de Cox dans la Haute-Garonne et se jette dans la Garonne en rive gauche sur la commune de Verdun-sur-Garonne en Tarn-et-Garonne.
Un barrage a généré sur son cours le lac de Gariès de 43 hectares destiné à l'irrigation.

### Départements et communes traversés
- Haute-Garonne : Cox, Brignemont, Cabanac-Séguenville, Lagraulet-Saint-Nicolas.
- Tarn-et-Garonne : Gariès, Beaupuy, Bouillac, Savenès, Verdun-sur-Garonne.

## Principaux affluents
- Ruisseau de Dère : 15,7 km
- Ruisseau Galinas : 11,3 km